# Ivar Lindell
Ivar Lindell (* 19. Mai 1940 in Buenos Aires, Argentinien; † 3. Juni 2020 in Stockholm) war ein schwedischer Jazzmusiker (Kontrabass).

## Wirken
Lindell wuchs in Västerås auf und spielte zunächst mit lokalen Musikern. Dann gehörte er mit Sven-Åke Johansson zum Trio von Bobo Stenson, das zwischen 1964 und 1966 die Rhythmusgruppe des Quartetts von Gunnar Fors bildete, das längere Gastspiele im Pariser Jazzclub Le Chat qui pêche und in Barcelona hatte und mit dem auch Aufnahmen entstanden. Mit der Gruppe führte er in Schweden auch das experimentelle Gemeinschaftswerk Alphaville auf, bei dem Musiktheatereffekte eingesetzt wurden.
In den frühen 1970er Jahren war er Mitglied im Quintett von Jan Wallgren und im Wallgrens Orkester, mit dem er auch in Mitteleuropa auftrat (dokumentiert beim Festival in der Balver Höhle). Ab 1978 arbeitete er mit Christer Boustedt bis zu dessen Tod 1986. Dann entstand aus dieser Formation das Contemporary Bebop Quintet, das weiterhin erfolgreich tourte. 2004 kam es wieder zu Auftritten mit Bobo Stenson und Sven-Åke Johansson. Außerdem begleitete er auf dem Stockholm Jazz Festival die Sängerin Tessan Milveden. Weiterhin ist er auf Alben mit Lasse Werner, Nisse Sandström, Sune Spangberg und mit Viacheslav Preobrazhenski zu hören.